# Hermann Hahn (Fußballspieler, 1908)
Hermann Hahn (* 3. Oktober 1908; † 14. Januar 1945 in Noville) war ein deutscher Fußballspieler.

## Spielerkarriere
Hermann Hahn wechselte 1929 zu Hertha BSC, nachdem die Berliner zwischen 1926 und 1929 viermal in Folge das Endspiel um die Deutsche Meisterschaft erreicht und verloren hatten. In der VBB-Oberliga konnte Hahn auf Anhieb überzeugen und erzielte in seinen 15 Einsätzen 19 Tore. Damit erzielte er immerhin einen Treffer mehr als Hanne Sobek, der aber ebenso wenig an die 27 Tore von Bruno Lehmann heranreichte, der dafür sogar nur zwölf Einsätze benötigt hatte. Neben der starken Offensive wusste die Alte Dame auch mit der besten Defensive aufzuwarten und so wurde sie verdient und überlegen vor dem BSV 92 Berlin-Brandenburgischer Meister. Dadurch zog die von Heiner Schuldt trainierte Elf in die Endrunde um die deutsche Meisterschaft 1930 ein. Dort wurde im Achtelfinale Beuthener SuSV 09 mit 3:2 bezwungen, wobei Hahn bereits in der 6. Spielminute das 2:1 erzielte. Sein zweiter Treffer sollte beim 8:1 im Wiederholungsspiel gegen SpVgg Sülz 07 fallen, welches durch ein 1:1 im ersten Anlauf nötig geworden war. Und auch im Halbfinale beim 6:3-Sieg gegen den 1. FC Nürnberg erzielte Hahn seinen Treffer. Im Endspiel blieb Männe dann zwar ohne Torerfolg, konnte sich aber trotzdem über das 5:4 gegen Holstein Kiel freuen.
In der Saison 1930/31 spielten die Herthaner nicht mehr so dominant wie in den Vorjahren und so mussten erst zwei Entscheidungsspiele um den Staffelsieg gegen Viktoria 89 (3:2 und 2:1) bestritten werden. Zusammen mit Hans Ruch, der ebenfalls 17 Treffer erzielt hatte, war Hahn hinter Willi Kirsei bester Torschütze seiner Mannschaft. In der dadurch erreichten Meisterschaftsendrunde des VBB ließ man dann aber der Konkurrenz um Tennis Borussia keine Chance und fuhr souverän zur Endrunde um die deutsche Meisterschaft. Beim 5:2-Achtelfinal-Erfolg gegen VfB 03 Bielefeld traf Hahn zum zwischenzeitlichen 1:1-Ausgleich. Nach Siegen gegen SpVgg Fürth (3:1) und den Hamburger SV (3:2 n. V.) standen die Herthaner als erste Mannschaft zum sechsten Mal in Folge im Endspiel. Im Müngersdorfer Stadion wurde TSV 1860 München knapp mit 3:2 bezwungen und so die erfolgreiche Titelverteidigung gefeiert.
1931/32 kam der Linksaußen Hahn dann zu keinem Einsatz. Erst im Jahr darauf stand er wieder auf dem Platz und erzielte prompt 14 Treffer in 16 Partien. Am überragenden Kirsei kam er aber erneut nicht vorbei. Nach dem Oberliga-Sieg 1933 gewann man auch die Meisterschaft des VBB und stand nach einem Jahr Pause wieder in der Endrunde um die deutsche Meisterschaft. Beim 1:4 gegen den SV Hindenburg Allenstein hatten die Männer vom Gesundbrunnen allerdings keine Chance.
Zur Saison 1933/34 trat Hertha dann in der neugegründeten Gauliga Berlin-Brandenburg an. Dort absolvierte Hahn die bis dato schlechteste Saison seiner Karriere, so wurde als Zweitplatzierter hinter Viktoria die Titelverteidigung verpasst und auch für ihn persönlich lief es nicht mehr so überragend und er erzielte nur neun Treffer.
Aber schon in der nächsten Saison lief es für Hertha wieder besser, die erstmals Gaumeister wurde.
Hahn dagegen traf nur noch viermal. In der Meisterschafts-Endrunde 1935 verpasste Hertha das Weiterkommen nur knapp hinter dem PSV Chemnitz, der sich am letzten Spieltag der Gruppenphase mit 8:1 gegen Yorck Boyen Insterburg durchsetzen konnte, während die Hauptstädter zeitgleich bei Vorwärts-Rasensport Gleiwitz mit 2:1 verloren. Hahns Führungstreffer hätte zum Weiterkommen gereicht, so musste man den Chemnitzern den Vortritt lassen.
Nachdem Kirsei nur noch sporadisch zum Einsatz gekommen war, stieg Hahn 1935/36 mit neun Treffern endlich zum besten Torjäger auf. Mit der Meisterschaft wurde es dennoch nichts, da man hinter dem Berliner SV und SC Minerva 93 nur Dritter wurde.
Doch schon 1936/37 ließ man auch durch Hans zehn Tore die gesamte lokale Konkurrenz hinter sich und zog in die Endrunde um die deutsche Meisterschaft ein. Dort distanzierte man lediglich Viktoria Stolp, wogegen man mit Werder Bremen und besonders mit dem späteren Meister FC Schalke 04 nicht mithalten konnte. Hahn gelangen in seinen sechs Einsätzen fünf Treffer.
Die beiden folgenden Spielzeiten liefen für Hertha BSC nicht zur Zufriedenheit und so musste zunächst dem Berliner SV und im Folgejahr Blau-Weiß 90 der Vortritt gelassen werden. Hermann Hahn machte trotzdem seine Tore und war jeweils mit sechs Toren der zweitbeste Torjäger seiner Mannschaft.
Mit Beginn des Zweiten Weltkrieges wurden die Gauligen aufgelöst und Hertha musste im Danzig-Pokal antreten. Dort verpasste Hahn, dem in neun Partien fünf Tore gelangen, allerdings als 6. den Meistertitel deutlich.
Hertha musste bis 1943/44 warten, bis endlich die dritte Gaumeisterschaft gefeiert werden konnte. Auch Hahn traf wie seit mehreren Jahren nicht mehr und stieg hinter dem Zwangsarbeiter Bram Appel mit zehn Toren zum zweittreffsichersten Herthaner auf. In der DM-Endrunde 1944 bestritt Hahn alle vier Spiele (1 Tor), konnte aber nach dem Weiterkommen gegen den LSV Danzig und Kiel das 2:3-Halbfinal-Aus gegen den Militärverein HSV Groß Born nicht verhindern.
Am 14. Januar 1945 fiel Hahn in Noville in der Endphase des Zweiten Weltkrieges. Hinter Kirsei, Sobek und Helmut Faeder ist Hermann Hahn der viertbeste Punktspiel-Torschütze in Herthas Vereinsgeschichte.

## Erfolge
- Deutscher Meister: 1930, 1931
- Berlin-Brandenburgischer Meister: 1930, 1931, 1933
- Gaumeister Berlin-Brandenburg: 1935, 1937, 1944
- Berliner Pokalsieger: 1932